# 特庫塔鄉
46°55′N 27°41′E / 46.917°N 27.683°E
特庫塔鄉（羅馬尼亞語：Comuna Tăcuta, Vaslui），是羅馬尼亞的鄉份，位於該國東北部，由瓦斯盧伊縣負責管轄，面積62平方公里，海拔高度181米，2007年人口3,412，人口密度每平方公里55人。